# Grand Hustle Records
Grand Hustle Records è un'etichetta discografica statunitense con sede ad Atlanta, fondata nel 2003 dal rapper Clifford "T.I." Harris e da Jason Geter. È una filiale del gruppo Warner Music Group, ed è distribuita dalla Atlantic Records negli Stati Uniti e dalla stessa Warner al di fuori degli Stati Uniti.
Oltre al già citato T. I. la Grand Hustle pubblica tra gli altri P$C, Big Kuntry King, B.o.B, Young Dro, 8Ball & MJG e Killer Mike. In passato sono stati sotto contratto con l'etichetta anche B.G., DJ Drama, Governor, Alfamega, Yung L.A. e Meek Mill.
Il 28 dicembre 2013 venne ucciso durante una sparatoria il ventiduenne Doe B, rapper membro della Grand Hustle Records.